# ミュートレック〜MuTrek〜
『ミュートレック〜MuTrek〜』はYBSラジオで2023年4月1日より放送しているラジオ番組。放送時間は2024年4月現在土曜9:00 - 13:00の生放送。

## 概要
ミュートレック（MuTrek）とは、音楽「MUSIC」と旅「TREK」を組み合わせた造語。「音楽の世界を旅する」をコンセプトに、洋楽・邦楽、オールディーズの名盤から最新曲まで、あらゆるジャンルの良質な音楽を届ける番組。古今東西の音楽をお届けし、そのルーツにも迫っていく。
リクエストはメール（mu@ybs.jp）とYBSアプリから募集。Twitterに公式ハッシュタグ『#ミュートレック』をつけて呟いたメッセージは番組内で読まれることがある。
神部自身が後援会長を務めるサッカークラブ・ヴァンフォーレ甲府の話題も取り上げる。アンバサダーの橋爪勇樹がパーソナリティを務める「ハシヅメシ」放送終了後11:20頃に行っていたが、コーナーが終了した2024年1月以降は11時台のToma's Anthemの枠で触れている。
毎週リクエストがかかったリスナーの中から1名に「Music Chronicle」のスポンサー・かいやから「かいやの煮貝」がプレゼントされる。また、商品はお店から直接送付されるため、個人情報を伝える旨、了承を求めるアナウンスが案内の際に神部から行われる。また、住所の確認のために、山梨放送のスタッフから電話がかかる旨も併せて案内される。
2024年1月27日放送より、新コーナー9:35- 旅歌プレイリスト、10:39- 生歌コーナー、11:00- Toma's Anthem）が誕生した。それに伴い、Music Choronicleのコーナーは11:12- 、その後11;30- 開始となった。
2024年4月より放送終了が12:50から13:00に繰り下がり、放送枠が10分拡大された。

## ナビゲーター
- 神部冬馬（シンガーソングライター）

## 放送時間
- 毎週土曜 9:00 - 12:50（2023年4月1日 - 2024年3月30日）
- 毎週土曜 9:00 - 13:00（2024年4月6日 - ）

## コーナー

### 現在
| 時刻        | コーナー名・内容 |
| ----------- | --- |
| 9:00        | オープニング・今朝のかけつけ3曲 番組スタートと同時にノンストップで3曲かかる。 |
| 9:20        | 解決!知っ得プレミアム |
| 9:35        | 旅歌プレイリスト 旅をする時に聴く曲のプレイリストに加えてほしい一曲を神部が選曲してかける。 |
| 9:58        | 県からのお知らせ |
| 10:00       | フリートーク（ゲストコーナー）・音楽 |
| 10:10       | （第4土曜） 甲府Shiny Town 甲府市の情報を紹介するコーナー。 パーソナリティ：和泉義治 |
| 10:25       | 小倉IMARUの○○玉手箱 |
| 10:39       | 生歌コーナー 神部がギターを生演奏し、歌う。リクエストも受付している。 |
| 10:50       | YBS道路交通情報 |
| 10:52       | YBSラジオニュース・天気予報 |
| 11:00       | Toma's Anthem 頑張ってる皆さんへの応援歌を神部が選曲してかける。 |
| 11:08       | フリートーク・音楽 |
| 11:30       | Music Chronicle ジャンルやアーティストを絞って音楽をさらに深堀するコーナー。音楽が生まれた時代背景、アーティストに秘められたストーリー、楽曲に込められた思いなど、音楽がより楽しくなる情報を送る。 |
| 11:47       | フリートーク・音楽 |
| 11:52       | YBSラジオニュース・天気予報 |
| 12:00 13:00 | フリートーク・音楽（リクエストマラソン） エンディング |

### 過去
- ハシヅメシ (2022年10月1日[注 5] - 2023年12月30日[注 6] 11:10 - 11:25)

キーワードは「アスリートフード」。手軽で栄養価の高いレシピを橋爪スパイスでさわやかに紹介。
（パーソナリティ：ヴァンフォーレ甲府広報担当 橋爪勇樹、料理教室エッセンス主宰 大久保掬恵）

## イベント
- ミュートレックPresents旅行博～まだ見ぬ感動に、出会いに行こう～（2025年7月5日14:00 - 18:00・イオンモール甲府昭和「さくら広場」）[4]